# Josef Knap

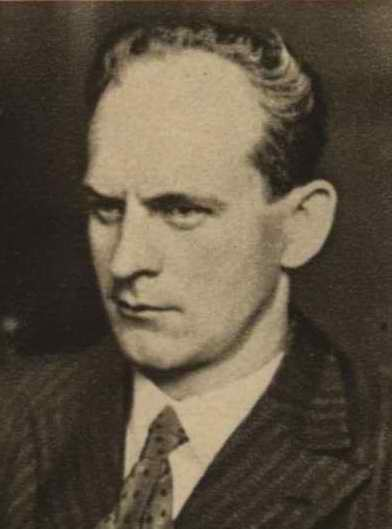
Josef Knap

Josef Knap (* 28. Juli 1900 in Podůlší bei Jičín; † 13. Dezember 1973 in Prag) war tschechischer Schriftsteller, Dichter, Literaturkritiker und gemeinsam mit Jan Čep und František Křelina führende Vertreter der Ruralismus auch Blut- und Bodenliteratur genannt.
Nach dem Besuch des Gymnasiums 1919 und dem Studium er modernen Literatur an der philosophischen Fakultät der Karls-Universität in Prag, das er 1924 abschloss, bereiste er vor allem eine Reihe europäischer Staaten, darunter Deutschland, Schweden, Norwegen, Italien und Frankreich. Von 1925 bis 1951 arbeitete er in der Theaterabteilung des Nationalmuseums, dessen Leiter er später auch war.
Seine Gläubigkeit, die auch in seiner Literatur starken Einfluss fand, wurde er in den 50er Jahren Opfer der Schauprozesse gegen katholische Intellektuelle. 1952 wurde er zu elf Jahren Gefängnis verurteilt. 1955 folgt die Entlassung und 1967 die gerichtliche Rehabilitation. Nach der Entlassung arbeitet er zunächst als Bauarbeiter, später erhält er eine Stelle bei Památník národního písemnictví. Er stirbt in Prag und wird in Železnice bei Jičín beerdigt.
Sein Werk kombiniert realistische und impressionistische Elemente. Inspiriert wurde er durch literarische Werke von Autoren aus dem Norden und Tschechien, darunter Antal Stašek, Karel Václav Rais und des Impressionisten Fráňa Šrámek. Er beschreibt meist das Leben der ländlichen Bevölkerung.
In den 1960er Jahren beschäftigt er sich mit der Geschichte der Theatervereine und veröffentlicht 1961 darüber sein Buch Künstler auf Wanderschaft (Umělcové na pouti). 1967 erscheinen seine Erinnerungen Ohne das letzte Kapitel (Bez poslední kapitoly). Zu weiteren Werken gehörten Monografien und literarisch-kritische Studien.

## Werke

### Erzählungen
- Píseň na samotě, 1924
- Zaváté šlépěje, 1929 bis 1940
- Žloutnou stráně, 1929
- Polní kytice, 1935
- Čas kopřiv, 1970

### Kinderbücher
- Trojlístek, 1943

### Romane
- Ztracené jaro, 1922
- Réva na zdi, 1926
- Muži a hory, 1928
- Vysoké jarní nebe, 1932
- Cizinec, 1934
- Puszta, 1937
- Dívčí hlas, 1938
- Věno, 1944
- Dokud vane vítr, 1968
- Vzdálená země, 1969
- Bez poslední kapitoly, 1997

### Theater – Fachliteratur
- Hilbert, 1926
- Zöllnerové: Dějiny divadelního rodu, 1958
- Umělcové na pouti: České divadelní společnosti v 19. století, 1961
- Čtyři herečky: Spurná, Vojtová, Brzková, Beníšková, 1967

### Historische Arbeiten
- Alej srdcí, 1920
- Úvod do krásné literatury, 1924
- Cesty a vůdcové: k literatuře let dvacátých, 1926
- Venkovu o četbě, 1926
- Básníci selství, 1932
- Fráňa Šrámek, 1937
- Literatura české půdy, 1939
- Selma Lagerlöf, 1949

### Gedichtssammlungen
- Neznámému bohu, 1929
- Zaslechnutý hlas, 1997